# Coivrel
Coivrel is een gemeente in het Franse departement Oise (regio Hauts-de-France) en telt 232 inwoners (1999). De plaats maakt deel uit van het arrondissement Clermont.

## Geografie
De oppervlakte van Coivrel bedraagt 6,2 km², de bevolkingsdichtheid is 37,4 inwoners per km².
De onderstaande kaart toont de ligging van Coivrel met de belangrijkste infrastructuur en aangrenzende gemeenten.

## Demografie
Onderstaande figuur toont het verloop van het inwonertal (bron: INSEE-tellingen).